# عبدالعزیز بن طیفور
عبدالعزیز بن طیفور (عربی: عبدالعزيز بن طيفور؛ ۲۵ ژوئیهٔ ۱۹۲۷ – ۱۹ نوامبر ۱۹۷۰) بازیکن و مربی فوتبال اهل الجزایر-فرانسه بود.
از باشگاه‌هایی که در آن بازی کرده‌است می‌توان به باشگاه فوتبال موناکو، باشگاه فوتبال اسپرانس تونس، باشگاه فوتبال حمام الانف، باشگاه فوتبال تروا، باشگاه فوتبال اتحاد الجزایر، باشگاه فوتبال نیس، و باشگاه فوتبال مولودیه الجزایر اشاره کرد.
وی همچنین در تیم‌های ملی فوتبال فرانسه بازی کرده‌است.